# Белене (остров)
 Тази статия е за остров Белене.  За концлагера вижте Белене (концлагер).  
Остров Белене (или Персин, Беленски остров) е български дунавски остров, разположен от 560,5 до 576 км по течението на реката в област Плевен, община Белене. Площта му е 41,1 км² (според някои източници е 42,656 км²) и е най-големият български остров. Островът е деветият по големина дунавски остров след Житния остров в Словакия, Балта Яломитей и Голяма Браила в Румъния, Сигеткьоз (Малък Житен остров), Чепел и Сентендре в Унгария и Панчевачки рит и Костолац в Сърбия.
Островът се намира североизточно от град Белене и има елипсовидна форма с дължина над 14 км и ширина до 5 км. От българския бряг го отделя дългият и тесен (минимална ширина 270 м) Беленски канал, в който се намират по-малките острови Магарица, Белица и Предел. Максималната му надморска височина е 23,9 м и се намира в северозападната част на острова и представлява около 9 м денивелация над нивото на река Дунав. Остров Белене е изграден от речни наноси, дебели 15 – 20 м, с долен – песъчливо-чакълест и горен – предимно песъчливо-глинест хоризонт. Образуван е от съединяването на няколко по-малки острова. Понижените участъци на острова (главно в източната част) представляват запълнени с глинести наноси изоставени речни ръкави. Големи участъци от тази част на острова при високи води на реката се заливат, а има и постоянни блата (Писчанско блато, Мъртвото блато) в североизточната му част. Почвите са алувиално и алувиално-блатни. Отделни части от острова са обрасли с влаголюбива растителност – върба, топола, трепетлика и др. В миналото на острова са проведени мащабни отводнителни мероприятия и сега в централната и особено в западната му част, където надморската височина е по-голяма, има обширни обработваеми земи. От град Белене до острова има изграден понтонен мост.
В миналото на острова се е намирал първият български концентрационен лагер „Белене“, създаден още през 1944 г. с решение на Политбюро на ЦК на БКП. Днес на негово място в западната част на острова е разположен действащият Затвор – Белене, а в източната е разположен природният резерват „Персински блата“, обявен през 1981 г. за защитена територия. В резервата има над 170 вида птици, някои от които са: блестящ ибис, малък корморан, черночела сврачка, червеногуша гъска. От бозайниците има глигани, чакали, лисици, невестулки и видри.

## Топографска карта
- Лист от карта K-35-3. Мащаб: 1 : 100 000.
- Лист от карта K-35-15. Мащаб: 1 : 100 000.